# 사부아 (데파르트망)

사부아 주의 위치

사부아 데파르트망(프랑스어: Savoie /sa.vwa/, 프랑코프로방스어: Savouè, 이탈리아어: Savoia)은 프랑스 오베르뉴론알프 레지옹에 위치한 데파르트망으로, 주도는 샹베리이며 인구는 405,535명(2007년 기준), 면적은 6,028km2, 인구밀도는 67.3명/km2이다.
오트사부아주와 함께, 1860년 3월 24일에 체결된 토리노 조약에 따라, 1860년 6월 14일에 프랑스로 합병된, 사부아를 구성하던 두 개의 주 중 하나이다.

## 인구
| 연도    | 인구    | ±% p.a. |
| ------- | ------- | ------- |
| 1861    | 275,039 | —       |
| 1872    | 267,958 | −0.24%  |
| 1881    | 266,438 | −0.06%  |
| 1891    | 263,297 | −0.12%  |
| 1901    | 254,781 | −0.33%  |
| 1911    | 247,890 | −0.27%  |
| 1921    | 225,034 | −0.96%  |
| 1931    | 235,544 | +0.46%  |
| 1936    | 239,115 | +0.30%  |
| 1946    | 235,965 | −0.13%  |
| 1954    | 252,192 | +0.83%  |
| 1962    | 266,678 | +0.70%  |
| 1968    | 288,921 | +1.34%  |
| 1975    | 305,118 | +0.78%  |
| 1982    | 323,675 | +0.85%  |
| 1990    | 348,261 | +0.92%  |
| 1999    | 373,258 | +0.77%  |
| 2006    | 403,100 | +1.10%  |
| 2011    | 418,949 | +0.77%  |
| 2016    | 429,681 | +0.51%  |
| source: |         |         |

## 같이 보기

### 역사
- 사부아 - 옛 레지옹
- 사보이아가 - 1032년부터 1860년까지 사부아를 다스린 왕조
- 사보이아 공국 - 1416년부터 1720년까지 사부아 지역 통치하던 나라
- 사르데냐 왕국 - 1720년 - 1860년.

### 언어
- 프랑스어
- 프랑코프로방스어

### 장소
- 사부아주의 코뮌
- 사부아주의 아롱디스망
- 사부아주의 캉통
- 샹베리 - 주도
- 엑스레뱅
- 부르제 호수 프랑스에서 가장 큰 호수.

### 포도주
- 프랑스 포도주 - 사부아의 AOC 포도주
- 사부아 포도주 또는 사부아 알로브로지 와인